# Duff Cooper Prize
Le Duff Cooper Prize est un prix littéraire remis chaque année à un essai en histoire, en sciences politiques ou une biographie publié en anglais ou en français. Le prix porte le nom de Duff Cooper, ambassadeur britannique à Paris et auteur à succès. Il a été remis pour la première fois en 1956 à Alan Moorehead pour Gallipoli. Le gagnant reçoit un exemplaire de la première édition de l'autobiographie de Duff Cooper et 5 000 £.

## Lauréats
- 1956 - Alan Moorehead, Gallipoli
- 1957 - Lawrence Durrell, Bitter Lemons
- 1958 - John Betjeman, Collected Poems
- 1959 - Patrick Leigh Fermor, Mani, voyages dans le sud du Péloponnèse
- 1960 - Andrew Young (en), Collected Poems
- 1961 - Jocelyn Baines, Joseph Conrad
- 1962 - Michael Howard, The Franco-Prussian War
- 1963 - Aileen Ward, John Keats: The Making of a Poet
- 1964 - Ivan Morris, The World of the Shining Prince
- 1965 - George Painter, Marcel Proust
- 1966 - Nirad C. Chaudhuri (en), The Continent of Circe
- 1967 - J. A. Baker, The Peregrine
- 1968 - Roy Fuller, New Poems
- 1969 - John Gross, The Man of Letters
- 1970 - Enid McLeod (en), Charles of Orleans
- 1971 - Geoffrey Grigson (en), Discoveries of Bones and Stones
- 1972 - Quentin Bell, Virginia Woolf
- 1973 - Robin Lane Fox, Alexander the Great
- 1974 - Jon Stallworthy, Wilfred Owen
- 1975 - Seamus Heaney, North
- 1976 - Denis Mack Smith, Mussolini's Roman Empire
- 1977 - E.R. Dodds, Missing Persons
- 1978 - Mark Girouard, Life in the English Country House
- 1979 - Geoffrey Hill, Tenebrae
- 1980 - Robert Bernard Martin, Tennyson, The Unquiet Heart
- 1981 - Victoria Glendinning, Edith Sitwell: A Unicorn Among the Lions
- 1982 - Richard Ellmann, James Joyce
- 1983 - Peter Porter, Collected Poems
- 1984 - Hilary Spurling, Ivy When Young: The Early Life of Ivy Compton-Burnett 1884 - 1919
- 1985 - Ann Thwaite, Edmund Gosse: A Literary Landscape, 1849-1928
- 1986 - Alan Crawford, C. R. Ashbee: Architect, Designer, and Romantic Socialist
- 1987 - Robert Hughes, The Fatal Shore
- 1988 - Humphrey Carpenter, A Serious Character: The Life of Ezra Pound
- 1989 - Ian Gibson, Federico Garcia Lorca
- 1990 - Hugh Cecil et Mirabel Cecil, Clever Hearts: Desmond and Molly Maccarthy : A Biography
- 1991 - Ray Monk, Ludwig Wittgenstein: The Duty of Genius
- 1992 - Peter Hennessy, Never Again: Britain, 1945-1951
- 1993 - John Keegan, A History of Warfare
- 1994 - David Gilmour, Curzon: Imperial Statesman
- 1995 - Gitta Sereny, Albert Speer: His Battle with Truth
- 1996 - Diarmaid MacCulloch, Thomas Cranmer: A Life
- 1997 - James Buchan, Frozen Desire: An Inquiry into the Meaning of Money
- 1998 - Richard Holmes, Coleridge: Darker Reflections
- 1999 - Adam Hochschild, Les Fantômes du roi Léopold
- 2000 - Robert Skidelsky, John Maynard Keynes
- 2001 - Margaret MacMillan, Peacemakers: The Paris Peace Conference of 1919 and Its Attempt to End War
- 2002 - Jane Ridley, The Architect and his Wife
- 2003 - Anne Applebaum, Gulag: A History
- 2004 - Mark Mazower, Salonica, City of Ghosts: Christians, Muslims and Jews, 1430-1950
- 2005 - Maya Jasanoff (en), Edge of Empire: Conquest and Collecting on the Eastern Frontiers of the British Empire
- 2006 - William Dalrymple, The Last Mughal, The Fall of a Dynasty, Delhi 1857
- 2007 - Graham Robb, The Discovery of France
- 2008 - Kai Bird et Martin J. Sherwin, American Prometheus: The Triumph and Tragedy of J. Robert Oppenheimer
- 2009 - Robert Service, Trotski
- 2010 - Sarah Bakewell, How to Live: A Life of Montaigne in One Question and Twenty Attempts at An Answer
- 2011 - Robert Douglas-Fairhurst, Becoming Dickens: The Invention of a Novelist
- 2012 – Sue Prideaux (en), Strindberg – A Life
- 2013 – Lucy Hughes-Hallett, The Pike: Gabriele D’Annunzio
- 2014 – Patrick McGuinness, Other People's Countries: A Journey into Memory
- 2015 – Ian Bostridge, Schubert's Winter Journey: Anatomy of an Obsession
- 2016 – Christopher de Hamel, Meetings with Remarkable Manuscripts
- 2017 – Anne Applebaum, Red Famine: Stalin's War on Ukraine
- 2018 – Julian T. Jackson, De Gaulle
- 2019 – John Barton, A History of the Bible
- 2020 - Judith Herrin, Ravenna: Capital of Empire, Crucible of Empire
- 2021 - Mark Mazower, The Greek Revolution (en)
- 2022 - Anna Keay, The Restless Republic: Britain without a Crown
- 2023 - Julian T. Jackson, France on Trial: The Case of Marshal Pétain